# Celestyni (odłam franciszkanów)
Celestyni (łac. Pauperes heremitae domini caelestini) − odłam franciszkanów, istniejący krótko w 1294-1295, zatwierdzony jako kongregacja eremitów przez papieża Celestyna V, rozwiązany w 1295 przez Bonifacego VIII. Rozwiązanie potwierdził Jan XXII w 1317.

## Historia
W 1274 w Marchii Ankońskiej we Włoszech grupa braci, skupionych wokół Tomasza z Tolentino i Piotra z Maceraty, została potępiona na kapitule prowincjalnej za swoje zbyt radykalne rozumienie postanowień reguły franciszkańskiej. W 1280 pięciu prowincjałów z regionu środkowych Włoch podjęło decyzję o ich uwięzieniu, jako heretyków i wrogów jedności zakonu. Do grupy uwięzionych należał również Piotr Clarenus. Gdy generałem zakonu wybrano Francuza Rajmunda de Gaufredi w 1289, postanowił on uwolnić radykałów i wysłać na misje do Armenii. Niestety po czterech latach wrócili do Włoch, gdyż nie akceptowali ich franciszkanie z Kustodii Ziemi Świętej. Również włoski prowincjał nie chciał przyjąć ich do klasztorów rodzimej prowincji. Generał odesłał ich do papieża Celestyna V. Celestyn pozwolił grupie braci na oddzielenie się od zakonu franciszkańskiego i zamieszkanie w ubogich eremach. Mogli zachowywać regułę św. Franciszka sine glossa, tzn. bez wyjaśnień papieskich. Nie powinni jednak nazywać się braćmi mniejszymi, jak pozostali franciszkanie, ale ubogimi eremitami lub celestynami. Przełożonym wybrany został Piotra z Maceraty, który przyjął imię Liberata. Piotr Clarenus przyjął imię zakonne Angelus.
Po śmierci Celestyna V celestyni nie uznali wyboru nowego papieża. W tej sytuacji Bonifacy VIII unieważnił przywileje nadane przez swego poprzednika i bullą z 1295 Olim Caelestinus rozwiązał kongregację. Liberat z towarzyszami zbiegli do Grecji. Do Włoch powrócili w 1307. Po śmierci Liberata na czele grupy stanął Angelus Clarenus. W 1317 następny papież Jan XXII ponowił potępienie celestynów i przypomniał, iż kongregacja została rozwiązana (bulla Sancta romana). Angelusa uwięziono w Awinionie. gdy obiecał, że wstąpi do benedyktyńskiej kongregacji celestynów, pozwolono mu na powrót do Włoch. W 1318 zorganizował jednak z byłych towarzyszy nową kongregację ubogich eremitów. Ruch ten historiografia franciszkańska nazywa fraticelli.